# Championnats du monde de course en ligne de canoë-kayak
En canoë-kayak, les Championnats du monde de course en ligne furent créés en 1938. Ces compétitions, organisées par la Fédération internationale de canoë, sont annuelles, mais n'ont pas lieu les années au cours desquelles se déroulent des Jeux olympiques.

## Éditions
| Année | Ville            | Pays                 | Date                         | Nbre de nations | Nbre d'athlètes | Meilleure nation                      |
| ----- | ---------------- | -------------------- | ---------------------------- | --------------- | --------------- | ------------------------------------- |
| 2025  | Milan            | Italie               | août 2025                    |                 |                 |                                       |
| 2024  | Samarcande       | Ouzbékistan          | 23–25 août 2024              |                 |                 | Hongrie                               |
| 2023  | Duisbourg        | Allemagne            | 22–27 août 2023              |                 |                 | Allemagne                             |
| 2022  | Dartmouth        | Canada               | 3–7 août 2022                | ?               | ?               | Espagne                               |
| 2021  | Copenhague       | Danemark             | 16–19 septembre 2021         | ?               | ?               | Royaume-Uni                           |
| 2019  | Szeged           | Hongrie              | 21–25 août 2019              | ?               | ?               | Allemagne                             |
| 2018  | Montemor-o-Velho | Portugal             | 22–26 août 2018              | ?               | ?               | Allemagne                             |
| 2017  | Račice           | Tchéquie             | 23–27 août 2017              | ?               | ?               | Allemagne                             |
| 2015  | Milan            | Italie               | 19–23 août 2015              | ?               | ?               | Biélorussie                           |
| 2014  | Moscou           | Russie               | 6–10 août 2014               | 78              | 895             | Hongrie                               |
| 2013  | Duisbourg        | Allemagne            | 27 août – 1er septembre 2013 | 90              | ?               | Allemagne                             |
| 2011  | Szeged           | Hongrie              | 17–21 août 2011              | 94              | ?               | Allemagne / Russie                    |
| 2010  | Poznań           | Pologne              | 19–22 août 2010              | 75              | 838             | Allemagne / Hongrie                   |
| 2009  | Dartmouth        | Canada               | 12–16 août 2009              | 60              | 1 000           | Allemagne                             |
| 2007  | Duisbourg        | Allemagne            | 9–12 août 2007               | 85              | ?               | Allemagne / Hongrie                   |
| 2006  | Szeged           | Hongrie              | 17–20 août 2006              | 82              | ?               | Hongrie                               |
| 2005  | Zagreb           | Croatie              | 25–28 août 2005              | 78              | 700             | Allemagne                             |
| 2003  | Gainsville       | États-Unis           | 10–14 septembre 2003         | 71              | 580             | Hongrie                               |
| 2002  | Séville          | Espagne              | 28 août – 1er septembre 2002 | ?               | ?               | Allemagne                             |
| 2001  | Poznań           | Pologne              | 23–26 août 2001              | ?               | ?               | Hongrie                               |
| 1999  | Milan            | Italie               | 24–29 août 1999              | ?               | ?               | Hongrie                               |
| 1998  | Szeged           | Hongrie              | 3–6 septembre 1998           | ?               | ?               | Hongrie                               |
| 1997  | Dartmouth        | Canada               | 20–24 août 1997              | ?               | ?               | Hongrie                               |
| 1995  | Duisbourg        | Allemagne            | 15–20 août 1995              | ?               | ?               | Hongrie                               |
| 1994  | Mexico           | Mexique              | 21–25 septembre 1994         | ?               | ?               | Hongrie                               |
| 1993  | Copenhague       | Danemark             | 25–29 août 1993              | ?               | ?               | Allemagne                             |
| 1991  | Paris            | France               | 21–25 août 1991              | ?               | ?               | Allemagne                             |
| 1990  | Poznań           | Pologne              | 22–26 août 1990              | ?               | ?               | Union soviétique                      |
| 1989  | Plovdiv          | Bulgarie             | 23–27 août 1989              | ?               | ?               | Union soviétique                      |
| 1987  | Duisbourg        | Allemagne de l'Ouest | 19–23 août 1987              | ?               | ?               | Hongrie                               |
| 1986  | Montréal         | Canada               | 20–24 août 1986              | ?               | ?               | Hongrie                               |
| 1985  | Malines          | Belgique             | 15–18 août 1985              | ?               | ?               | Allemagne de l'Est                    |
| 1983  | Tampere          | Finlande             | 28–31 juillet 1983           | ?               | ?               | Union soviétique                      |
| 1982  | Belgrade         | Yougoslavie          | 29 juillet – 1er août 1982   | ?               | ?               | Hongrie / Union soviétique            |
| 1981  | Nottingham       | Royaume-Uni          | 30 juillet – 2 août 1981     | ?               | ?               | Union soviétique                      |
| 1979  | Duisbourg        | Allemagne de l'Ouest | 15–19 août 1979              | ?               | ?               | Union soviétique                      |
| 1978  | Belgrade         | Yougoslavie          | 10–13 août 1978              | ?               | ?               | Roumanie / Union soviétique           |
| 1977  | Sofia            | Bulgarie             | 1er–3 septembre 1977         | ?               | ?               | Union soviétique                      |
| 1975  | Belgrade         | Yougoslavie          | 29 juillet – 3 août 1975     | ?               | ?               | Hongrie / Union soviétique            |
| 1974  | Mexico           | Mexique              | 16–20 octobre 1974           | ?               | ?               | Union soviétique                      |
| 1973  | Tampere          | Finlande             | 26–29 juillet 1973           | ?               | ?               | Hongrie                               |
| 1971  | Belgrade         | Yougoslavie          | 26–29 août 1971              | ?               | ?               | Union soviétique                      |
| 1970  | Copenhague       | Danemark             | 31 juillet – 2 août 1970     | ?               | ?               | Union soviétique                      |
| 1966  | Berlin           | Allemagne de l'Est   | 19–21 août 1966              | ?               | ?               | Union soviétique                      |
| 1963  | Jajce            | Yougoslavie          | 23–25 août 1963              | ?               | ?               | Rép. pop. roumaine / Union soviétique |
| 1958  | Prague           | Tchécoslovaquie      | 14–17 août 1958              | ?               | ?               | Union soviétique                      |
| 1954  | Mâcon            | France               | 24–26 juillet 1954           | ?               | ?               | Hongrie                               |
| 1950  | Copenhague       | Danemark             | 4–6 août 1950                | ?               | ?               | Suède                                 |
| 1948  | Londres          | Royaume-Uni          | 13–16 août 1948              | ?               | ?               | Danemark / Rép. pop. roumaine         |
| 1938  | Vaxholm          | Suède                | 6–7 août 1938                | ?               | ?               | Allemagne                             |